# Quid Pro Quo (film)
Quid Pro Quo je americký film natočený režisérem Carlosem Brooksem v roce 2008. Název je latinský a znamená „něco za něco“. Velká část záběrů filmu je točena z výšky hlavy člověka sedícího na invalidním vozíku namísto běžné výšky kamery.

## Děj filmu
Film vypráví o newyorském rozhlasovém reportérovi Izákovi (Nick Stahl), který má po autonehodě v dětství částečně ochrnuté nohy a musí používat invalidní vozík.
Izák se dozví, že do jedné nemocnice přišel muž a pokusil se podplatit lékaře, aby mu amputoval zcela zdravou nohu. Pátrání po neznámém muži, příčině jeho přání a anonymní e-mail Izáka zavede mezi lidi, kteří trpí duševní poruchou, v jejímž důsledku touží po amputaci nebo ochrnutí. Patří mezi ně i Fiona (Vera Farmiga), autorka anonymní zprávy, která vyzve k setkání a později se mu svěří se svou touhou ochrnout a popíše mu subkulturu lidí jako je ona sama.
Izák jako profesionální novinář stále hledá odpověď na otázku, proč zdravý člověk touží po postižení, avšak neubrání se vztahu s Fionou, která se do něj zamiluje. Je také svědkem Fionina prvního použití invalidního vozíku na veřejnosti. Po sexu s Fionou a po nákupu nových bot, které mu pomáhají obnovit hybnost nohou, se Izák učí opět chodit, avšak Fiona stále touží po ochrnutí. Její pokus o "Coming out" nevyjde. Žádá také Izáka, aby jí způsobil ochrnutí nohou. On jí odmítá ublížit, avšak od jiného člena subkultury jí opatří lahvičku s roztokem, který má ochrnutí způsobit.
Izák zjistí, že Fiona v dětství způsobila nehodu auta jeho rodičů, viděla ho po nehodě ležet na silnici, a později se od matky dozvěděla, že zůstal odkázán na pohyb vozíku. Konfrontace s pravdou, nevyléčitelná touha Fiony ochrnout i Izákovo úsilí opět chodit osudy obou hlavních postav rozdělí. Fiona dá výpověď v práci a odstěhuje se neznámo kam.
Na závěr Izák vypráví svůj příběh v rozhlase.

## Obsazení
| Nick Stahl         | Isaac Knott  |
| Vera Farmigová     | Fiona        |
| Aimee Mullinsová   | Raine        |
| Janice Musslewhite | Rachel Black |
| Jacob Pitts        | Hugh         |
| Ashlee Atkinson    | Candy        |

## Carlos Brooks
Carlos Brooks je nezávislý filmový režisér a scenárista. Quid Pro Quo je prvním filmem, který režíroval.

## Ocenění a kritika
Quid Pro Quo byl v roce 2008 vybrán na Sundance Film Festival.
Setkal se se smíšenou kritikou.